# 李爱锐故居
李爱锐故居为苏格兰运动员，基督教传教士，1924年巴黎奥运会男子400米冠军、200米赛跑铜牌获得者埃里克·利德尔在天津的故居，建于1922年，位于当时的天津英租界的剑桥道70号（Cambridge Road）（今天津市和平区重庆道38号）。该建筑现为重点保护等级历史风貌建筑。

## 历史
该建筑建于20世纪20年代。1902年1月16日，李爱锐出生于天津法租界海大道（现大沽北路）的马大夫纪念医院（现天津市口腔医院），1925年，李爱锐回到天津在新学书院（现天津市第17中学）教授理科、英语和体育。并居住在天津法租界内，1934年3月27日，李爱悦和加拿大籍女护士佛罗伦斯·麦肯奇在天津英租界戈登道（Gordon Road）（今和平区湖北路）合众会堂（Union Church）结婚，婚后他们就住在天津英租界剑桥道70号（现重庆道38号）。

## 建筑风格
李爱锐故居为英式现代风格的砖木混合结构平顶楼房，外立面为硫缸砖清水墙面，部分为砂石鹅卵石，墙面新颖别致。阳台墙为砖砌，上部设有方形透视孔。建筑内部设施齐全，装修高级。一楼为客厅、餐厅、备餐室；二楼为居室、书房、卫生间，现仍保持完好。该建筑整体简洁大方，是一座带有现代主义建筑特征的西洋式建筑。

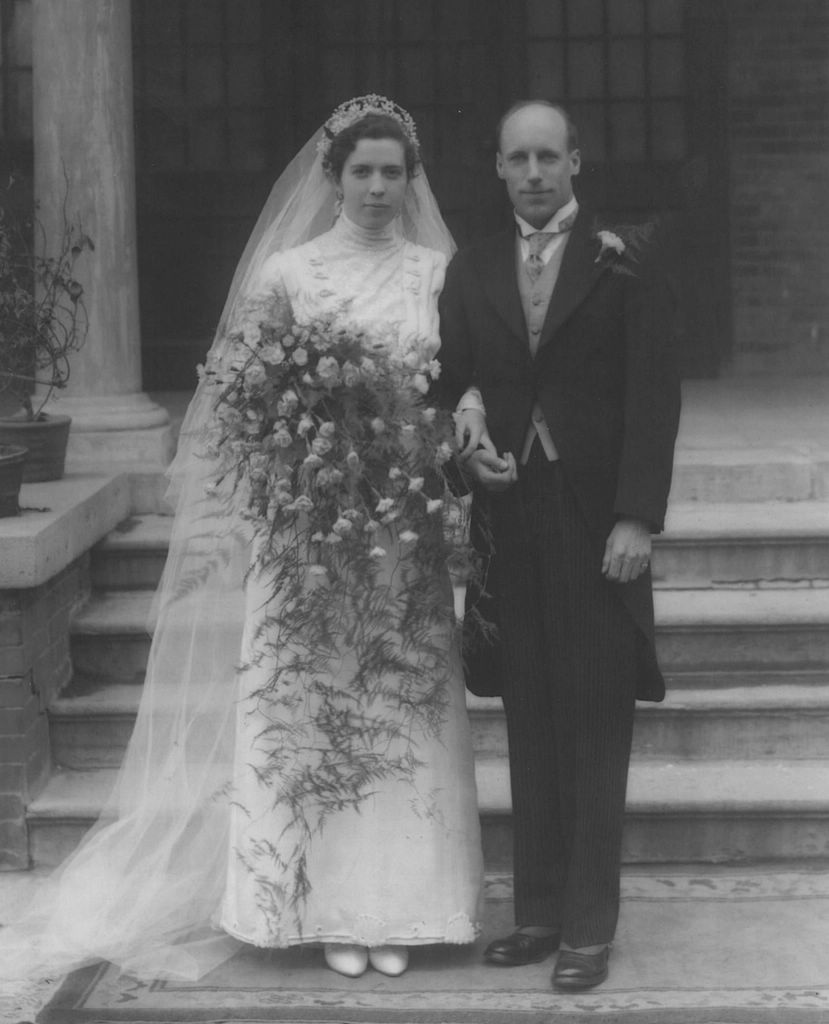
李爱悦和佛罗伦斯·麦肯奇于1934年在天津的结婚照
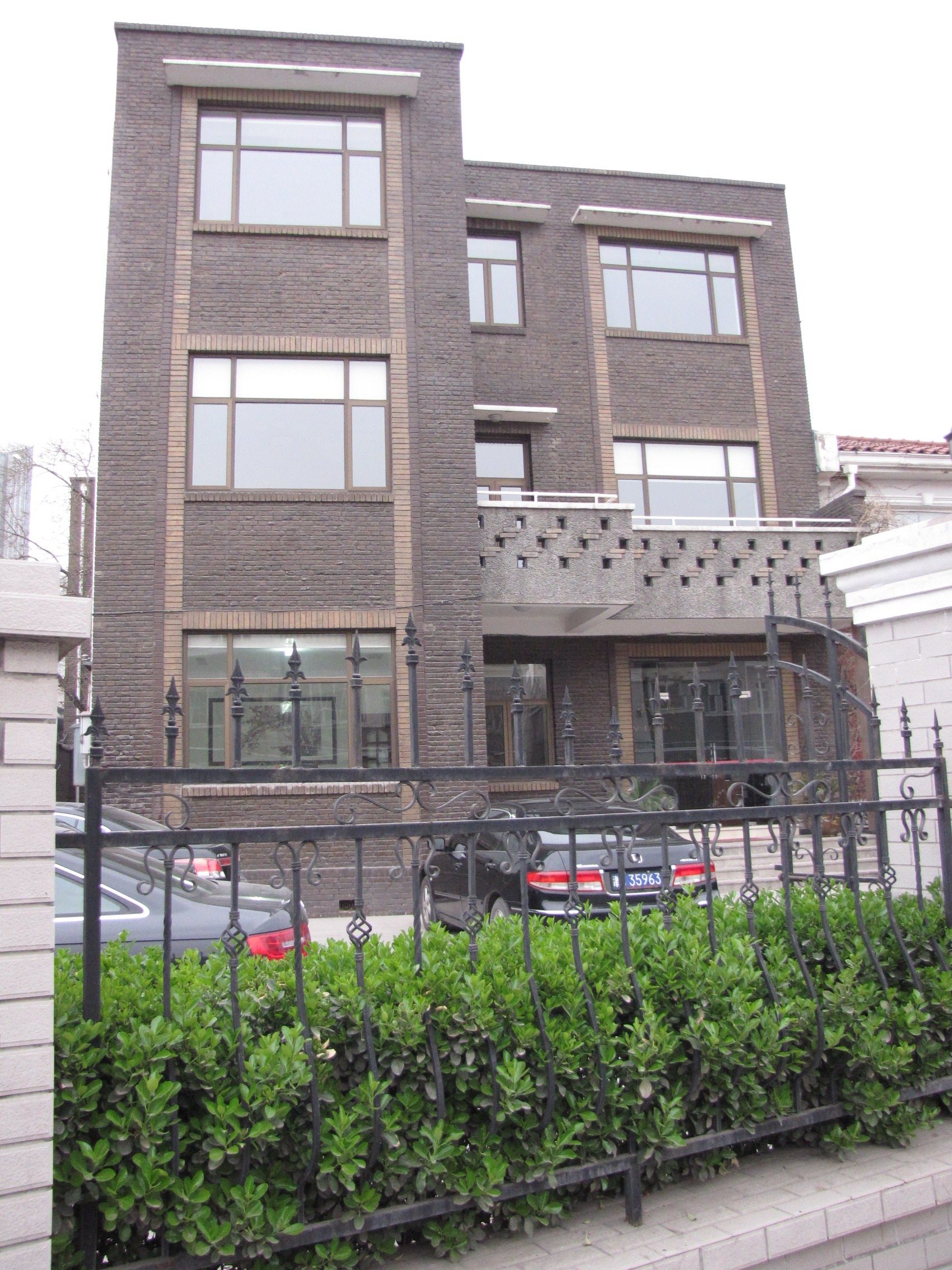